# Apple M3 Pro
Apple M3 Proは、2023年10月30日に発表された、AppleがMac向けにARMアーキテクチャのライセンスを受けて設計したシステムオンチップ（SoC）である。
TSMCの3nmプロセスで製造されている。
本SoCの上位版にあたるApple M3 Maxとは、CPUとGPUのコア数およびメモリの帯域と容量で区別されている。

## 仕様

### CPU
12コア（高性能コア x6, 高効率コア x6）および11コア（高性能コア x5, 高効率コア x6）の構成が存在する。

### GPU
18コア（もしくは14コア）のApple独自設計によるGPUにはハードウェア・アクセラレーテッド・レイトレーシングやハードウェア・アクセラレーテッド・メッシュ・シェーディング機能が搭載されている。

### その他
M2 Pro搭載のものより15%速い16コアNeural Engine、次世代Secure Enclave、ProResアクセラレータやHEVCエンコーダ、AV1デコーダなどの専用処理回路メディアエンジンを搭載しておりThunderbolt 4コントローラなども搭載されている。
M3 Proチップはユニファイドメモリ構造であり、CPUやGPUといったチップ内すべてのコンポーネントがメモリアドレスを共有している。メモリには3チャンネルで合計150GB/sの帯域を実現する、LPDDR5-6400 SDRAM、18GBと36GBの2構成が採用される。

## 搭載モデル
Apple M3 Proチップは、2023年10月に発表されたMacBook Proに搭載されている。
- MacBook Pro (14-inch, Nov 2023)
- MacBook Pro (16-inch, Nov 2023)

## 関連する同世代SoC
以下の表はAppleの同世代マイクロアーキテクチャに基づいた各種SoCを示している。
| チップ名 | CPUコア数（高性能+高効率） | GPUコア数 | メモリ (GB)   | トランジスタ数 |
| -------- | -------------------------- | --------- | ------------- | -------------- |
| A17 Pro  | 6 (2+4)                    | 6         | 8             | 190億          |
| M3       | 8 (4+4)                    | 8         | 8 - 16 - 24   | 250億          |
| M3       | 8 (4+4)                    | 10        | 8 - 16 - 24   | 250億          |
| M3 Pro   | 11 (5+6)                   | 14        | 18 - 36       | 370億          |
| M3 Pro   | 12 (6+6)                   | 14        | 18 - 36       | 370億          |
| M3 Pro   | 18                         |           | 18 - 36       | 370億          |
| M3 Max   | 14 (10+4)                  | 30        | 36 - 96       | 920億          |
| M3 Max   | 16 (12+4)                  | 40        | 48 - 64 - 128 | 920億          |